# Erik Schmidt Karro

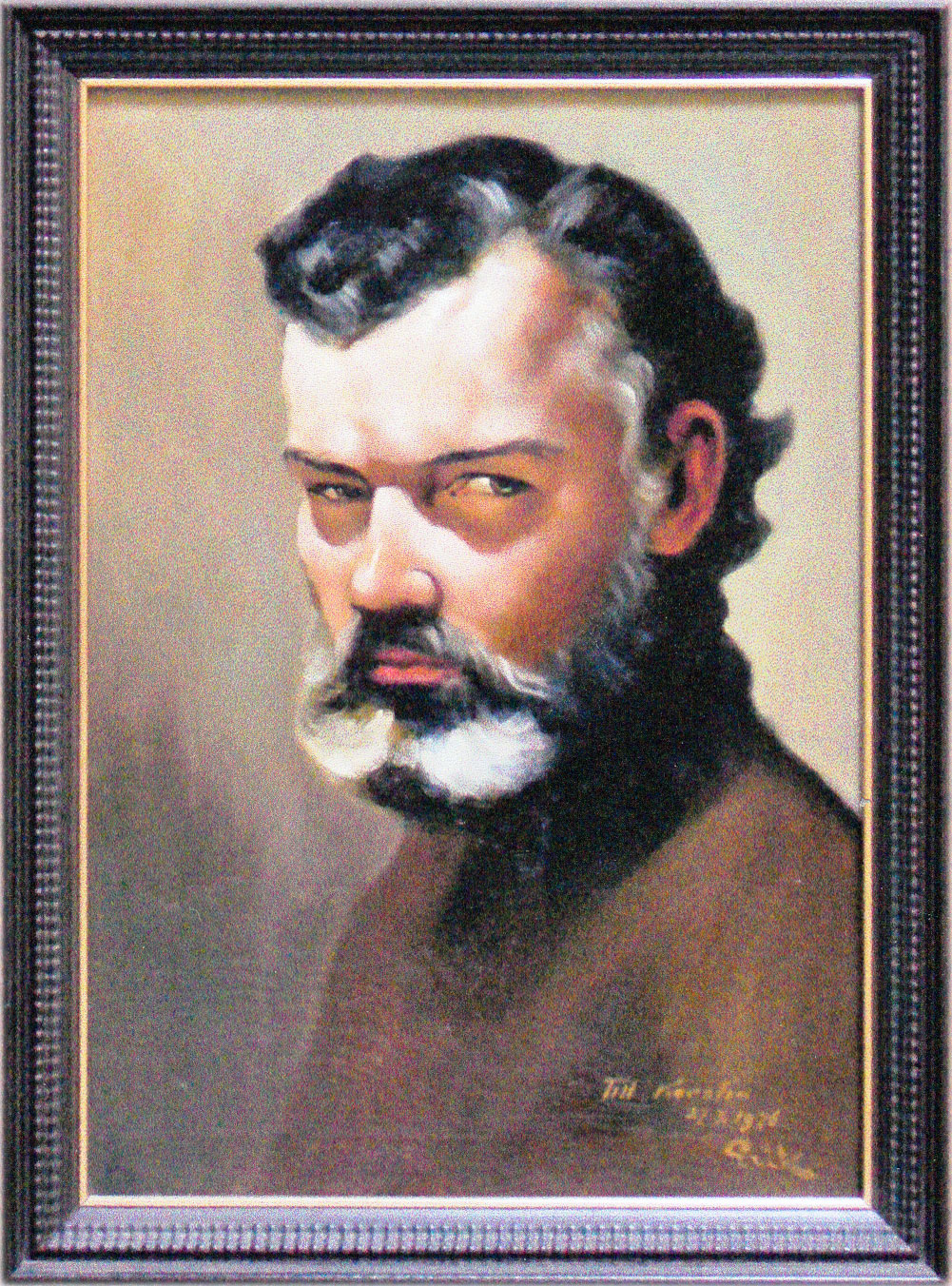
Autorretrato de Erik Schmidt realizado en 1976.

Erik Schmidt Karro (Naissaar, 15 de agosto de 1925 - Mallorca, 18 de abril de 2014) fue un pintor y escritor de origen Estonio. Licenciado por la Escuela Nacional Superior de Bellas Artes de Paris. En sus pinturas, de brillantes colores, encontramos a menudo representaciones ambientadas en el mundo rural, oficios artesanos y bodegones. Su tío fue el óptico Bernhard_Schmidt.

## Biografía
Erik Schmidt nació el 15 de agosto de 1925 en la isla Naissaar (Isla de Mujeres), cuya población pertenecía a la minoría sueca de la República de Estonia. Su padre era capitán de navíos mercantes, a lo que también aspiraba su hijo Erik, quien fue alumno de la escuela sueca en su isla natal y continuó sus estudios en el Colegio Sueco de Haapsalu.
Durante la II Guerra mundial, cuando las exigencias de la URSS de obtener bases militares en las áreas costeras de Estonia resultaron en la evacuación de la población civil de la isla Naissaar, los isleños fueron abandonados a su suerte, debiendo buscar otros lugares donde establecer sus hogares. Quince días después del abandono forzoso de su isla natal, la familia de Erik recibió un golpe aún más fuerte, cuando el buque de su padre fue hundido por los alemanes en el Atlántico, sin que tuvieran noticia alguna de la suerte que había corrido la tripulación. Afortunadamente, y para sorpresa de todos, la tripulación regresó a salvo a Estonia ese mismo otoño. 
En 1941 Estonia fue liberada por las tropas alemanas, y Erik y sus padres pudieron regresar a lo que había quedado de su casa, que durante año y medio había sido utilizada como comedor por las tropas soviéticas. Al igual que el resto de los habitantes de Naissaar que regresaron a sus hogares, la familia tuvo que alimentarse de la pesca durante el más frío invierno que recordaban, pasando hambre cuando el Mar Báltico se heló por completo. Como el joven Erik se había visto obligado a abandonar sus estudios debido a la evacuación de la isla, a su regreso le ofrecieron el cargo de maestro en la escuela rural, enseñando a los niños que habían tenido que interrumpir la enseñanza primaria por las mismas circunstancias. En esta situación, a la edad de 17 años, Erik aceptó y con ello se vio liberado de la “prescripción voluntaria” a la Legión Estonia, y también a la Arbeitsdienst alemana.
Sin embargo, seguía en peligro de ser reclutado por los soviéticos, quienes habían empezado a ganar las batallas en el Este, por lo que Erik y sus padres decidieron dejarlo todo y refugiarse en Suecia, a donde llegaron en octubre de 1943, en una travesía de 40 horas por el Mar Báltico en una pequeña embarcación de 7 metros de longitud. En Suecia fueron recibidos con brazos abiertos y se instalaron en una isla, propiedad de un armador, donde se ganaron la vida durante un par de años pescando con la misma barca que les había llevado a la libertad. 
Al finalizar la guerra en 1945, Erik empezó su siempre soñada carrera como marino, embarcando como cadete en un buque que hizo escala en puertos del Mediterráneo, Sudamérica y de Estados Unidos, durante la cual consiguió certificarse como radiotelegrafista profesional, hasta realizar el servicio militar obligatorio. 
Navegando entre Argentina, Brasil y Estados Unidos, entre 1947 y 1949, la vida del joven marinero sufrió un cambio radical, empezando sus estudios de pintura en Nueva York con Ariel Agemian, pintor armenio que obtuvo la Medalla de Oro de la Academia de Bellas Artes de Venecia, y verdadero maestro de arte eclesiástico – retrató, entre otras autoridades, al Papa Pío XI – que fue nombrado en 1958 Caballero de la Orden de San Gregorio por el Papa Pío XII.
Tras regresar a Suecia en diciembre de 1949, Erik marchó a París, donde entre 1950 y 1953 estudió en la École Nationale Superieure des Beaux-Arts. Allí aprendió el métier copiando cuadros de los maestros clásicos en el museo de Louvre: Memling, Vermeer, Tiziano, Rembrandt, Rubens... y llegó a dominar el medio de pintar de Rubens, basado en el ‘aceite negro’ y la resina de mastix. Adquirió así una forma de pintar con brillantes colores de fácil mezcla y secado rápido, a los que ha permanecido fiel hasta la fecha. Expuso su obra por primera vez en 1951, en el Salon du Printemps de Paris.
Al terminar sus estudios de Bellas Artes marchó a África del Sur durante un año para pintar retratos por encargo en Johannesburgo, Sudáfrica. De vuelta a Suecia, se estableció como retratista y director de una céntrica galería de arte en Estocolmo, pero se cansó pronto de vender cuadros de otros y en 1956 pasó medio año pintando temas rurales en el País Vasco francés y en Asturias, donde fue invitado a exponer su obra en el Ateneo de Santander. 
En 1973 conoció a Kerstin Lindahl la mujer con la que pronto se casó. Una mujer joven hermosa e inteligente con un fuerte sentido de lealtad y que cambió su vida para siempre. Kerstin es una compañera brillante e independiente. Erik descubrió que fue aceptado y apreciado como es, y ahora puede concentrarse en su pintura.

En 1957 se instala finalmente en Mallorca, donde combinó su actividad artística con la empresarial, dedicándose al turismo creciente; primero como delegado nacional de una importante Agencia de viajes sueca, y luego como copropietario de Viajes Majórica hasta 1980. Desde entonces se dedica totalmente a la pintura.

## Obra
La filosofía de Erik Schmidt está basada en un consejo que a los 15 años recibió de un viejo maestro estonio: “¡piensa que hay belleza a nuestro alrededor, y es el pintor quien tiene que descubrirlo y tener la capacidad de reproducirlo, para que los demás también lo puedan disfrutar!” Por ello en su obra encontramos a menudo cuadros con escenas y gentes de regiones rurales, oficios artesanos y bodegones. Como le calificó la prensa de Santander, es “el pintor de las cosas que pasan”.
En 1996 recibió el premio cultural estonio-sueco. Sus obras se encuentran en los siguientes museos y colecciones: SOV (La sociedad cultural Sueco-Estonio) Stockholm, Suecia. ESTONIAN CULTURAL SOCIETY, Stockholm, Suecia. La Iglesia Sueca (Retablo), Palma de Mallorca. El Museo Marítimo, Tallin, Estonia. La Jefatura General del Ejército. Tallin, Estonia. Fundación Mazzolini, Monte Carlo, Mónaco. La Embajada de la República de Estonia, Madrid. Palacio de Marivent, Palma de Mallorca.

## Exposiciones
- 1954 Stuttaford Galleries, Johannesburg, África del Sur.
- 1955 Ekströms Konstgalleri, Stockholm, Suecia.
- 1956 Ateneo de Santander. España.
- 1957 Eesti Majandusühisus Produkt, Stockholm, Suecia.
- 1980 Galería Rembrandt, Palma de Mallorca, España.
- 1988 Eesti Maja (La Casa de Estonia) Stockholm, Suecia.
- 1989 Eesti Maja (La Casa de Estonia) Stockholm, Suecia.
- 2009 Claustre de San Antoniet, Palma de Mallorca, España.

## Libros publicados
- 1993 TORMISED TEEKONNAD
- 1995 OPTICAL ILLUSIONS
- 1995 NAISSAARE PÕLISED PEREKONNAD (La población de la isla después de la Gran Guerra Nórdica - La genealogía de los isleños durante 200 años)
- 1996 PAGANA EESTLANE
- 1999 TUULTEST TÕUGATUD
- 2001 RÄNNAKUD ENNE KOITU
- 2002 MINU ONU BERNHARD SCHMIDT
- 2004 JUMALAGA NAISSAAR
- 2004 PÄEVAPILTE HISPAANIAST
- 2007 BERNHARD SCHMIDT 1879 – 1935 (En castellano y catalán)

## Literatura
Biografía del Autor: Einar Sanden, 1985 THE PAINTER FROM NAISSAAR. ISBN 0-906967-45-7
- Datos: Q1258733